# Вежховіна (Мазовецьке воєводство)
Вежховіна (пол. Wierzchowina) — село в Польщі, у гміні Ясенець Груєцького повіту Мазовецького воєводства.
Населення — 123 особи (2011).
У 1975-1998 роках село належало до Радомського воєводства.

## Демографія
Демографічна структура станом на 31 березня 2011 року:
|          | Загалом | Допрацездатний вік | Працездатний вік | Постпрацездатний вік |
| -------- | ------- | ------------------ | ---------------- | -------------------- |
| Чоловіки | 61      | 18                 | 37               | 6                    |
| Жінки    | 62      | 16                 | 28               | 18                   |
| Разом    | 123     | 34                 | 65               | 24                   |